# Cipher (Marvel Comics)
Cipher, il cui vero nome è Alisa Tager, è un personaggio dei fumetti creato da Marc Guggenheim (testi) e Rafa Sandoval (disegni), pubblicato dalla Marvel Comics. Apparsa per la prima volta sulle pagine di Young X-Men n. 8 (novembre 2008).
Cipher è una giovane mutante di colore da non confondere con il quasi omonimo Cypher, ex-membro dei Nuovi Mutanti.

## Biografia del personaggio

### Young X-Men
Apparsa per avvertire Ink che il resto degli Young X-Men era nei guai, Alisa svelò la sua copertura facendo dubitare il ragazzo delle sue parole anche se indossava un'uniforme da X-Man e utilizzasse uno dei loro jet. Rifiutando di dare spiegazioni, accettò di condurrlo dal suo tatuatore di modo che potesse elargirgli qualche nuovo potere prima dell'inevitabile scontro con gli Y-Men, vinto grazie al suo contributo. Tornati alla base, Moonstar e Sunspot pretesero spiegazioni da Ciclope il quale rivelò loro che Alisa era stata percepita per la prima volta da Jean durante una rivolta a Mutant Town e per sua insistenza non venne rivelato che a pochi della sua esistenza. Accolta fra gli X-Men le venne dato il nome-in-codice di Cipher e fu utilizzata come spia e fonte d'informazioni dal gruppo mutante. In questo periodo, sviluppò un forte legame d'amicizia con Blindfold (ciò spiega alcuni dei suoi dialoghi sconclusionati), fu presente al risveglio di Graymalkin fra le rovine dello Xavier Institute dopo Messiah Complex e lo aiutò a smascherare Donald Pierce. Durante una conversazione, Ciclope suppose che Alisa avesse deciso di rivelarsi perché ormai frustrata da tanta solitudine; tuttavia, nonostante le sue rassicurazioni, la ragazza continua a temere che una misteriosa figura del suo passato riesca a raggiungerla anche se protetta dagli X-Men.

## Poteri e abilità
Il principale potere di Cipher è quello di rendersi completamente impercettibile agli altri, quindi di non risultare visibile, di non farsi individuare attraverso l'olfatto, l'udito o gli altri sensi e persino di non farsi percepire dai telepati (sebbene solo fino ad un certo livello di potenza, infatti Jean Grey è stata l'unica finora ad avere mostrato la capacità di scoprire la sua esistenza). Questa capacità di rendersi non percepibile, si estende anche alla tecnologia, infatti è in grado di non farsi rilevare anche dai macchinari dotati di appositi sensori. A questo potere, Alisa aggiunge la capacità di rendersi intangibile e quindi di saper passare attraverso gli oggetti solidi a cui si accompagna quella di poter levitare; infine ha mostrato l'abilità di poter rendere percepibile la propria voce solo a coloro che desidera, restando perciò inudibile agli ascoltatori indesiderati. Il capo degli X-Men, Ciclope, ha perciò deciso di sfruttare queste sue caratteristiche particolari per fare di lei un'ottima spia.
Cipher è inoltre capace di pilotare il jet degli X-Men.